# 괴물 (1990년 영화)
《괴물》(Graveyard Shift)은 일본에서 제작된 랠프 S. 싱글톤 감독의 1990년 공포 영화이다. 데이빗 앤드류스 등이 주연으로 출연하였고 랠프 S. 싱글톤 등이 제작에 참여하였다. 1970년 Cavalier지에 처음 출간된 스테판 킹의 동명의 단편 스토리(Graveyard Shift)에 기반을 둔다. 이 영화는 1990년 10월 개봉되었다. 출시명은 《스테판 킹의 괴물》이다.

## 출연

### 주연
- 데이빗 앤드류스
- 켈리 울프
- 스티븐 마흐트
- 앤드류 디보프
- 빅 폴리조스
- 브래드 듀리프

### 조연
- 로버트 앨런 부스
- 일로나 마르골리스
- 지미 우다드
- 조나단 에머슨

## 기타
- 원작자: 스티븐 킹
- 미술: 게리 위즈너
- 배역: 리처드 파가노
- 배역: 샤론 바이얼리
- 배역: 마리 마지오타